# Speonomus zophosinus
Speonomus zophosinus es una especie de escarabajo del género Speonomus, familia Leiodidae. Fue descrita por Félicien Henry Caignart de Saulcy en 1872. Se encuentra en Francia.